# 下浜道路

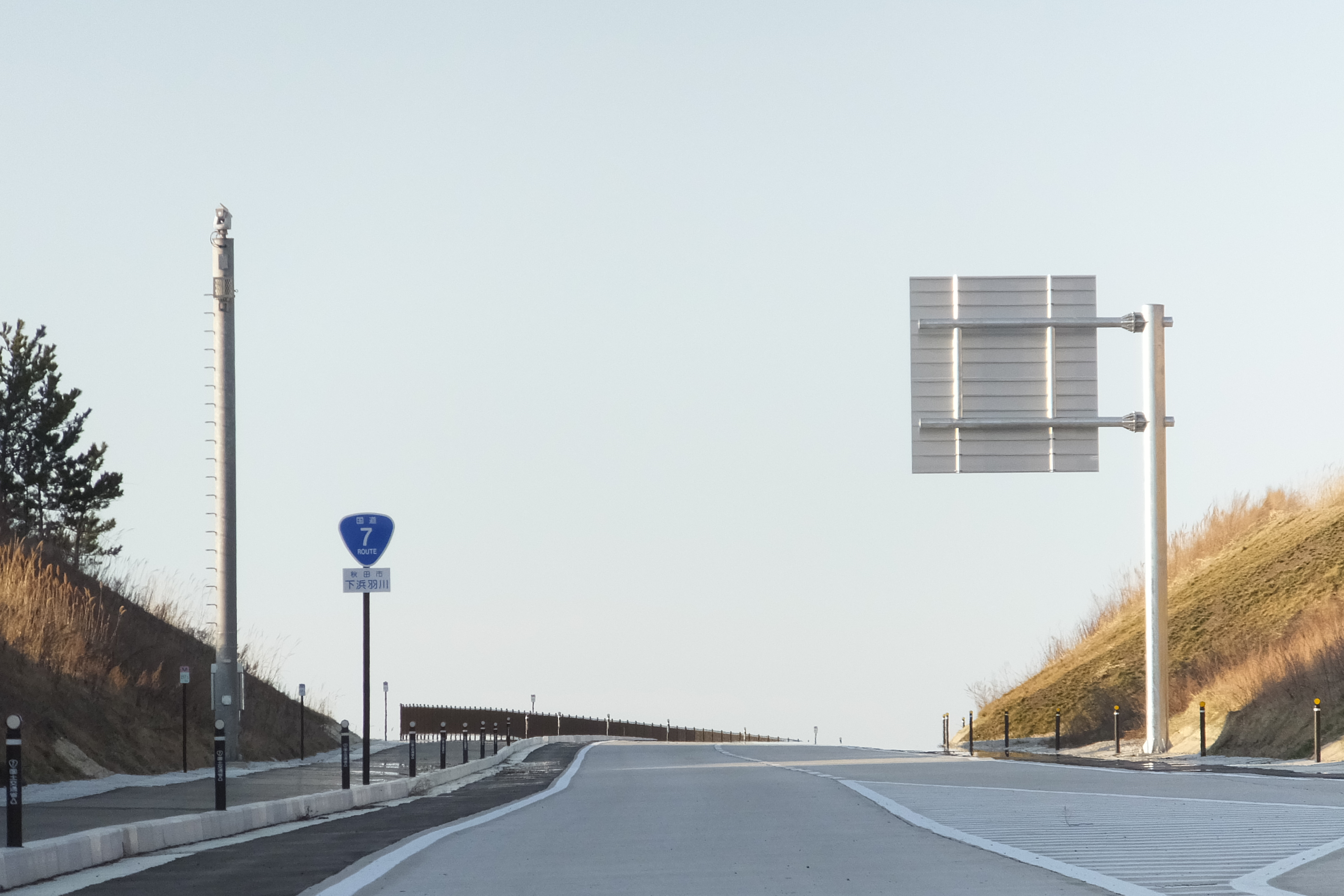
下浜工業団地入口付近

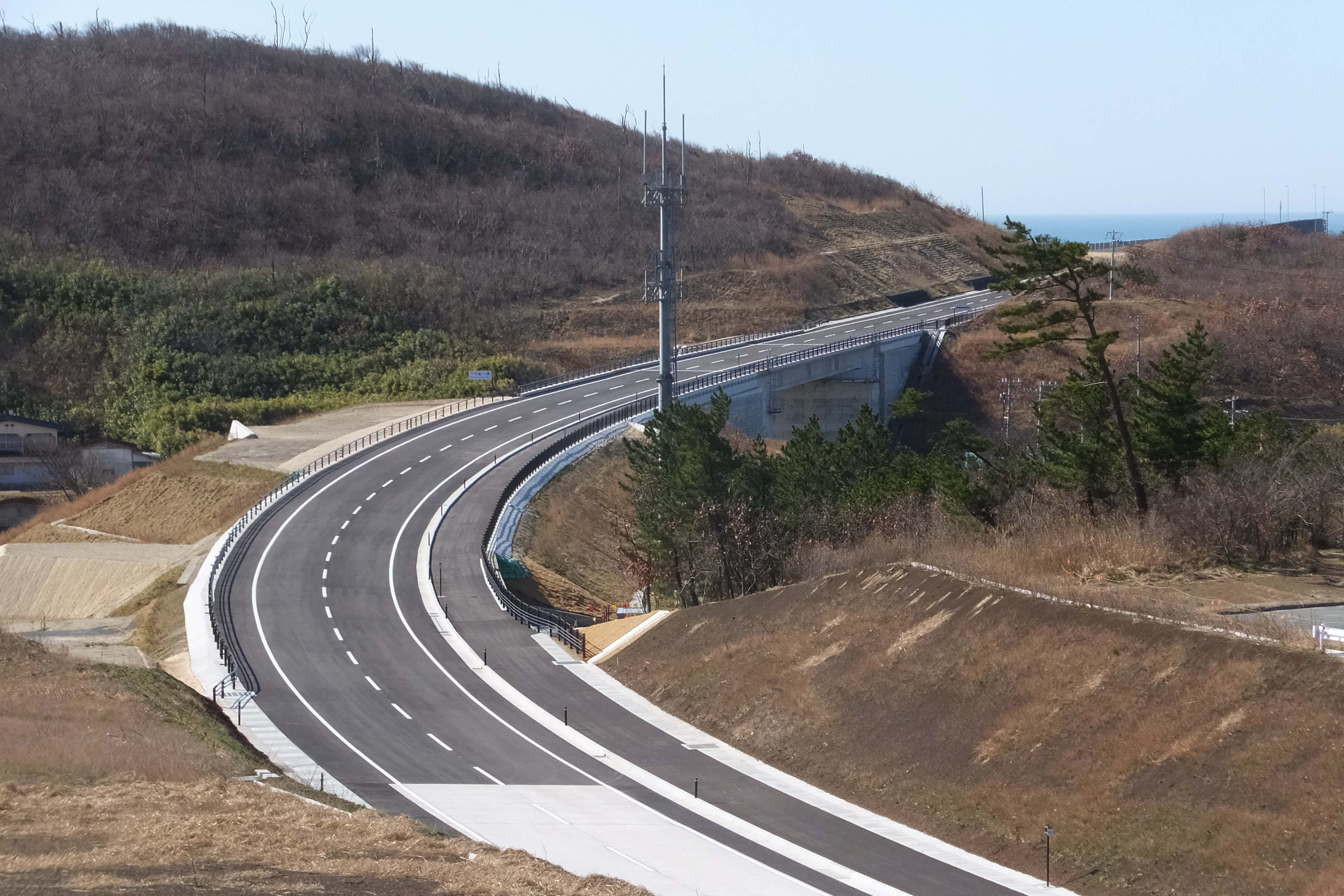
由利本荘市方向(下浜鮎川橋付近)

下浜道路（しもはまどうろ）は、秋田県秋田市を通る国道7号のバイパス路線。下浜サンセットロードの愛称があり、秋田市の愛称命名道路の指定もうけている。計画上は4車線であるが、暫定2車線で開通している。

## 概要
秋田市下浜を通る国道7号は、幅員が7 - 8.5 mと狭いにも関わらず交通量が非常に多く、朝夕のラッシュには混雑が顕著であり、沿線に県内外から多くの海水浴客が訪れる下浜海水浴場もあることから観光シーズンにも渋滞が見られる。また、地元の小中学生の通学路にもなっているが、下浜長浜の集落内などで歩道が片側（上り線側）にしか設置されていない区間があり、重大事故が後を絶たない。過去には最高速度を40 km/hから50 km/hに引き上げたものの危険すぎるという地元の不評で再度戻されたこともあるぐらいであった。これらの経緯から整備が決まった路線である。
当道路は、由利本荘市岩城から秋田市へ入るとまもなく旧道を分岐する。羽川大橋で現道と羽越本線を跨ぎ、下浜羽川･長浜地区の東側を大きく迂回し、下浜桂根橋で再び羽越本線と現道を跨ぎ、現道と合流する。800 mほど離れて秋田南バイパスと接続する。なお、当道路は両端で旧道と接続するほか、市道と2箇所で接続するが、全て平面交差となる。途中、秋田県道240号川添下浜停車場線と交わるが、直接は接続されない。
2010年度（平成22年度）に着工し、南端となる羽川大橋付近の工事が開始された。国土交通省東北地方整備局では、2015年（平成27年）5月15日に開通時期を2019年度（平成31年度）と発表した。2020年（令和2年）3月14日に開通した。
平行する旧道は2022年（令和4年）1月21日に秋田県道56号秋田天王線との重複指定となり、同年4月1日に国道7号の区域から除外され秋田県管理となった。

### 路線データ
- 総延長 - 6.2 km
- 標準幅員（暫定幅員） - 24.5 m（14.5 m）
- 道路規格 - 第3種第1級
- 車線数 - 4車線（全線暫定2車線で整備）

## 沿革
- 2007年（平成19年）1月23日 - 都市計画決定
- 2007年度（平成19年度） - 事業着手
- 2009年度（平成21年度） - 用地着手
- 2010年度（平成22年度） - 工事着手
- 2020年（令和2年）3月14日 - 全線開通[7]

## 写真

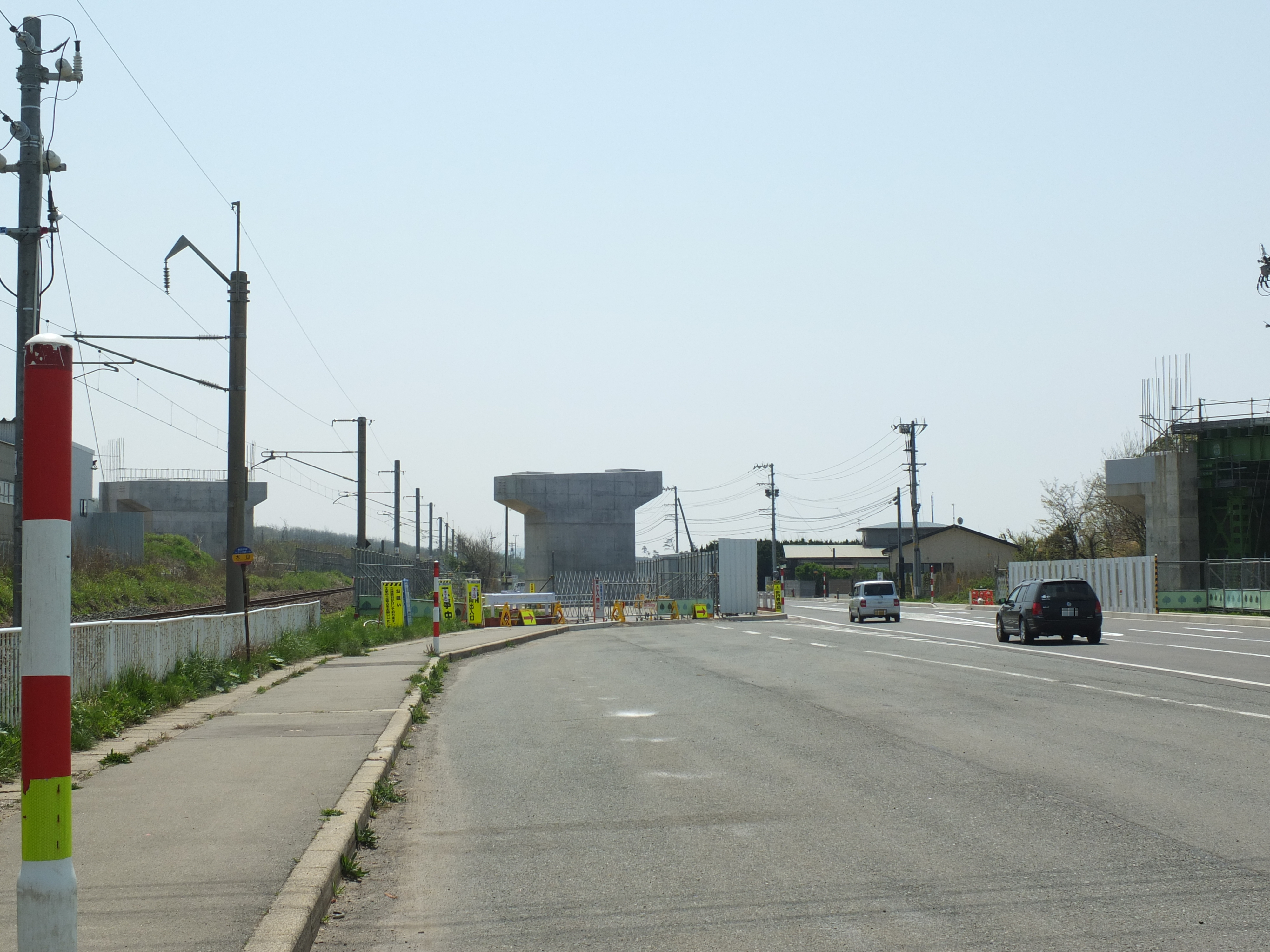
建設途中の下浜桂根橋
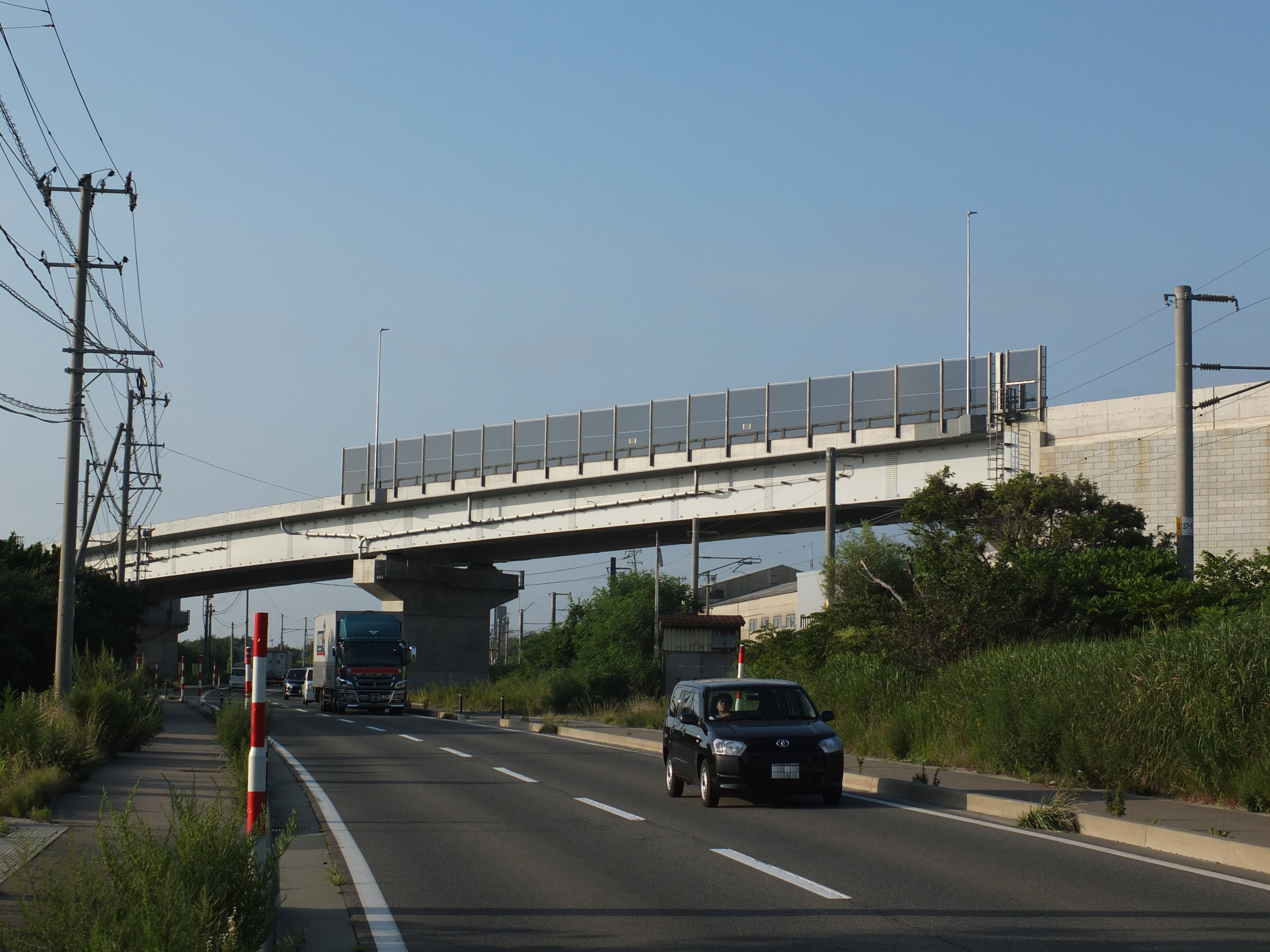
下浜桂根橋
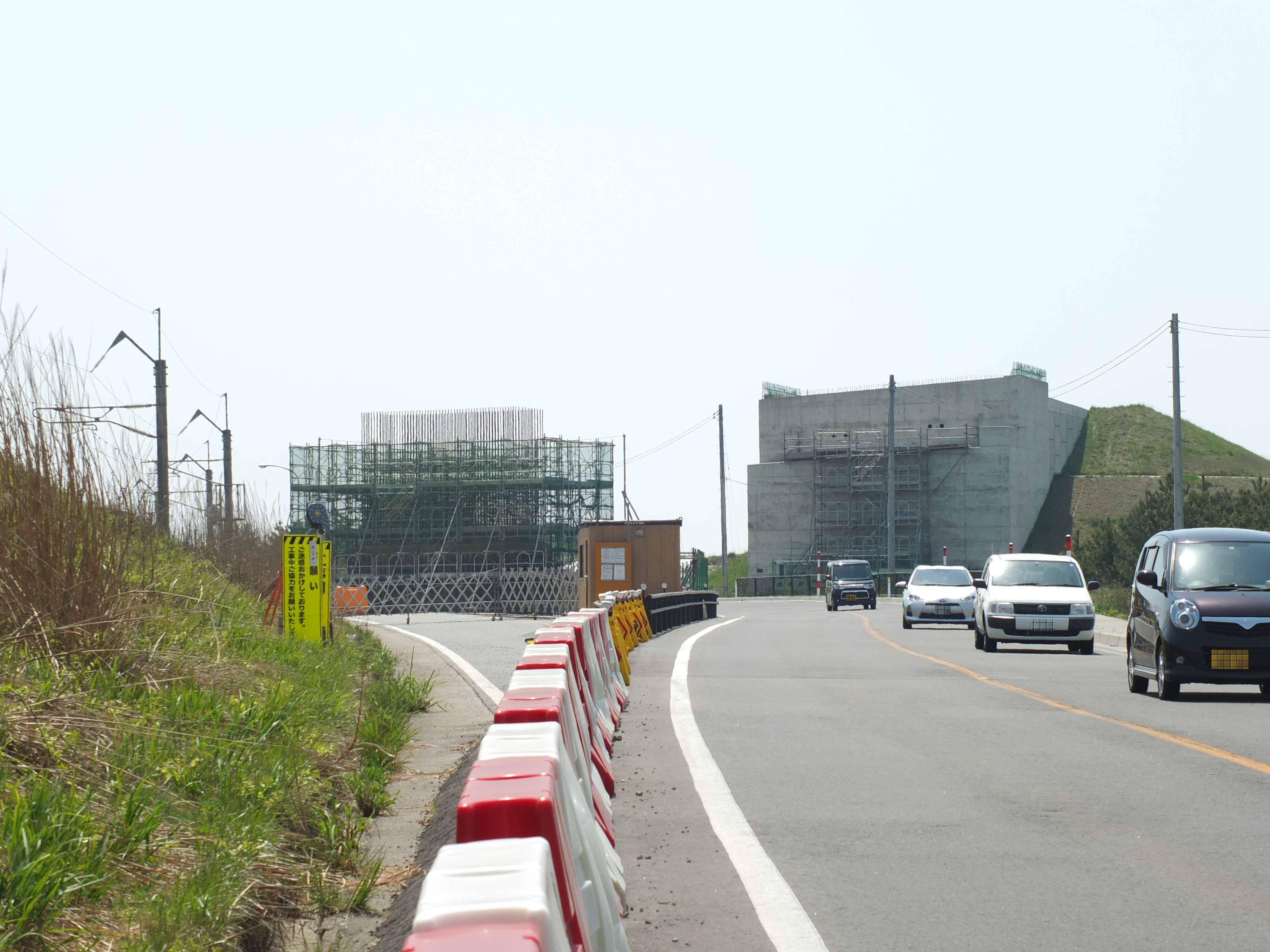
建設途中の羽川大橋
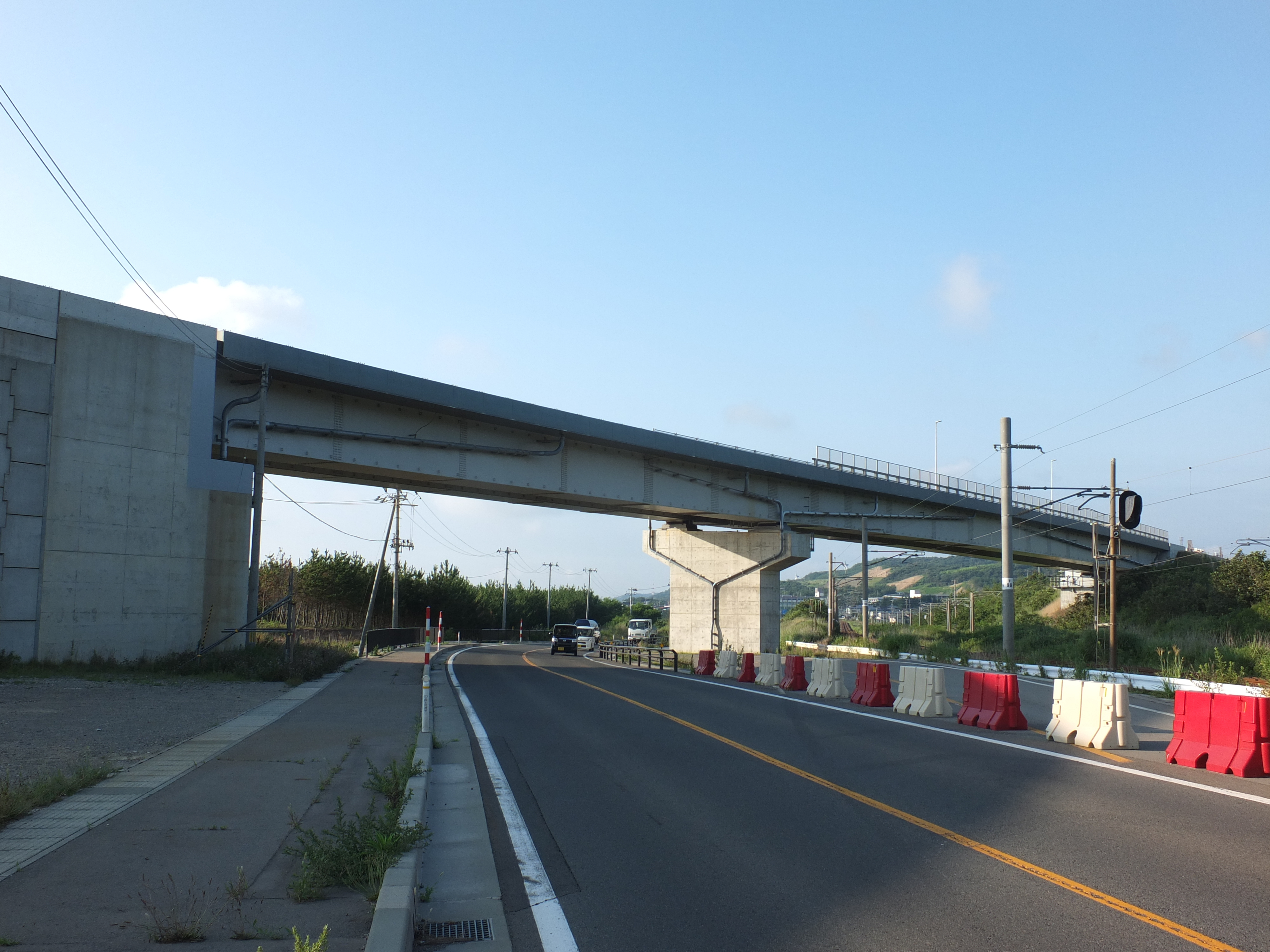
羽川大橋